# شام‌کند
شام‌کند (ترکی آذربایجانی: Şamkənd) یک منطقهٔ مسکونی در جمهوری آرتساخ است که در استان کاشاتاق واقع شده‌است.